# Спасо-Преображенская церковь (Мироним)
Спасо-Преображенская церковь — историческое здание второй половины XIX века в деревне Мироним Ивацевичского района. Расположена на южной окраине деревни.

## История
Ранее на этом месте существовала деревянная церковь, построенная в 1752 году. Каменная церковь построена в 1869 году по проекту архитектора Г. М. Меера, составленному в 1865 году. В 1894 году на деньги прихожан сооружена каменная ограда с брамой.

## Архитектура
Церковь построена в русском стиле. Для неё использованы бутовый камень и кирпич. Композиция церкви четырёхчастная, она включает колокольню с тремя ярусами (восьмерик на двух четвериках), трапезную прямоугольной формы в плане, кубического со скошенными углами центрального объёма и пятигранной апсиды. Над шатром колокольни и на восьмигранном барабане над основным объёмом находятся луковичные купола. Главный вход оформлен в виде арочного портала. Нижний и верхний ярусы колокольни украшают пояса треугольных фронтонов. Оконные проёмы имеют арочную форму, их наличники плоские с рустованными завершениями. В декоре использованы филёнчатый цоколь, карнизы, тяги. С оштукатуренными белыми деталями декора контрастирует бутовая кладка. Внутри церковь имеет зальную планировку, перекрытие молитвенного зала сводчатое, парусное. Алтарная часть отделяется трёхъярусным деревянным иконостасом (спроектирован в 1868 году архитектором Кржижановским).